# Пишківська сільська рада
Пи́шківська сільська́ ра́да — колишня адміністративно-територіальна одиниця та орган місцевого самоврядування в Бучацькому районі Тернопільської області. Адміністративний центр — село Пишківці.
Припинила існування 20 вересня 2016 року у зв'язку з утворенням Трибухівської сільської громади.

## Загальні відомості
Пишківська сільська рада утворена 10 серпня 1991 року.
- Територія ради: 16,7 км²
- Населення ради: 1 279 осіб (станом на 2001 рік)
- Територією ради протікає річка Вільховець

## Населені пункти
Сільській раді підпорядковані населені пункти:
- с. Пишківці

## Склад ради
Рада складається з 16 депутатів та голови.
- Голова ради:
- Секретар ради: Яцків Надія Петрівна

### Керівний склад попередніх скликань
| Прізвище, ім'я, по батькові | Основні відомості                                    | Дата обрання | Дата звільнення |
| --------------------------- | ---------------------------------------------------- | ------------ | --------------- |
| Курцеба Володимир Дмитрович | Сільський голова, 1950 року народження, безпартійний | 26.03.2006   | 31.10.2010      |

Примітка: таблиця складена за даними сайту Верховної Ради України

### Депутати
За результатами місцевих виборів 2010 року депутатами ради стали:

#### За суб'єктами висування
| Суб'єкт висування | Кількість обраних депутатів | %   |
| ----------------- | --------------------------- | --- |
| Самовисування     | 16                          | 100 |

#### За округами
| № округу | Прізвище, ім'я, по батькові   | Дата визнання обраним | Освіта             | Партійна приналежність                | Відомості про обраного депутата                          |
| -------- | ----------------------------- | --------------------- | ------------------ | ------------------------------------- | -------------------------------------------------------- |
| 1        | Нагайовський Іван Омельянович | 03.11.2010            | середня спеціальна | член Єдиного Центру                   | підприємець                                              |
| 2        | Яцків Іван Михайлович         | 03.11.2010            | вища               | позапартійний                         | Бучаць кий буди нок культу ри, баяніст                   |
| 3        | Садівник Іванна Іванівна      | 03.11.2010            | середня спеціальна | член Народної партії                  | ПП «Заготівельник — 2005», бухгалтер                     |
| 4        | Галік Ярослава Йосипівна      | 03.11.2010            | вища               | позапартійна                          | Бучаць кий коледж Поділь ського ДАТУ, викла дач          |
| 5        | Стельмах Іван Степанович      | 03.11.2010            | середня спеціальна | позапартійний                         | тимчасово не працює                                      |
| 6        | Балюк Тарас Тарасович         | 03.11.2010            | середня спеціальна | позапартійний                         | підприємець                                              |
| 7        | Борис Марія Михайлівна        | 03.11.2010            | вища               | позапартійна                          | Бучаць кий коледж Поділь ського ДАТУ, викла дач          |
| 8        | Лозинський Ярослав Андрійович | 03.11.2010            | середня спеціальна | позапартійний                         | пенсіонер                                                |
| 9        | Яцків Надія Петрівна          | 03.11.2010            | середня спеціальна | член Політичної партії «Наша Україна» | Пишківська сільська рада, секре тар                      |
| 10       | Тимків Галина Андріївна       | 03.11.2010            | вища               | позапартійна                          | Пишківська сільська рада, бухгалтер                      |
| 11       | Курцеба Оксана Степанівна     | 03.11.2010            | вища               | позапартійна                          | Бучацька райполіклініка ЦКРЛ, лікар-терапевт             |
| 12       | Пискливець Романа Іванівна    | 03.11.2010            | середня спеціальна | позапартійна                          | На ж.д станції с. Пишківці, черговий                     |
| 13       | Білик Віктор Володимирович    | 03.11.2010            | середня спеціальна | позапартійний                         | тимчасово не працює                                      |
| 14       | Сулим Анатолій Миколайович    | 03.11.2010            | вища               | позапартійний                         | Бучаць кий коледж Поділь ського ДАТУ, головний енергетик |
| 15       | Борис Іван Степанович         | 03.11.2010            | середня спеціальна | позапартійний                         | підприємець                                              |
| 16       | Мегедин Володимир Васильович  | 03.11.2010            | вища               | позапартійний                         | Бучацький ЦДЮТ «Сузір'я», керівник, вчитель              |